# 真白希実
真白 希実（ましろ のぞみ、1986年12月21日-)は、日本のAV女優、ストリッパー。

## 略歴・人物
OLを経て、2009年にAVデビュー。2010年12月1日にストリップショーデビュー。浅草ロック座に所属。
AVデビュー時は22歳と公表。ロック座所属時は、生まれ年は未公表となる。AVに関しては引退宣言こそしていない（週刊ポストでは2010年に引退と記述）が、2010年以降は新規撮影はしておらず、踊り子に専念している。
2019年2月26日、当時行われていた浅草ロック座の公演「Dream on」でトリを務めるあやみ旬果が、体調不良に伴い2月27日・28日を休養することとなり、突如、真白が代演を務めることになった。真白は前日の夜中に急遽ゲネプロを行い、代打公演に臨んだ。また、この公演はあやみ旬果起用の効果で、多くの新規ファンが一目見ようと浅草ロック座を訪れ、連日の大入りが発表されていた。それに対し、代演当日（2月27日・28日）、真白でも大入りを出したいと多くの既存ストリップファンが駆けつけた。
ストリップ引退後LunaBlancaというパフォーマーとしてダンスショーの開催、振り付け師として活躍している。
2022年現在実力、人気ともにNO1の踊り子と言われている。
2023年6月、同年12月末でのストリップ引退を告知。
2023年12月30日、浅草ロック座で「with Final」公演を行いストリップを引退。
2025年2月23日、LunaBlancaのダンスショーをもって芸能活動を引退。

## 出演作品

### アダルトビデオ
- 新人ど素人ズリネタ娘×6人 240分 DVD・ヴァージン vol.1（4月10日、アップス）…オムニバス作品
- 全国大会ファイナリスト バトントワリング（4月18日、ディープス） ※「NOZOMI」名義
- ザ・カメラテスト 65 え〜これ以上はムリ!! AV出たいんでしょ?だったら慣れておかないとね （4月30日、アテナ映像）…オムニバス作品
- 人妻百景 01（5月2日、プレステージ）
- 究極の妄想発明シリーズ第14弾 女体あやつり人形 パート2 （5月21日、ROCKET）…オムニバス作品
- 追跡FUCK!! 続・人妻ナンパ209 〜早春の二子玉・三軒茶屋土下座〜 （5月21日、ディープス）…オムニバス作品
- ザ・筆おろし 47 （5月23日（レンタル）／6月26日（セル）、クリスタル映像）…オムニバス作品
- 若奥さまは犯されたい 6 （5月23日（レンタル）／6月26日（セル）、クリスタル映像）…オムニバス作品
- シャバに戻った男の強姦犯罪 やっぱり我慢できねえ! （5月25日、FAプロ）…オムニバス作品
- 人妻エロ本 2 異国の地 敵兵に犯されて味わうオルガスムス/好き者女中の肉欲の日々/夫は入院中…妻は隣りの男と狂乱の48手 （5月23日、FAプロ）…オムニバス作品
- 人妻堕淫縄嬲り （5月31日、アヴァ）
- 美脚妻の交尾 其の十二 （6月3日、KIプランニング） ※「小椋夏美」名義
- 生姦・中出し 極上素人娘 アタックマン 濡れ濡れ花びら満開 （6月4日、ヒビノ）…オムニバス作品
- 中年男の性の地獄 禁親相姦 同居している娘と…/嫁いでいる娘と…/彼氏のいる娘と… （6月10日、FAプロ）…オムニバス作品
- クルクル回る好きな女にぶっかけ放題 顔射できる回転寿司 （6月18日、ROCKET）…
- 発情OL オフィスで… 28 （6月20日（レンタル）／7月24日（セル）、クリスタル映像）…オムニバス作品
- ガールズトーク 〜女の子の本音〜 （6月20日（レンタル）／7月24日（セル）、クリスタル映像）…オムニバス作品
- 美女マゾ愛奴 （6月20日、アヴァ）…オムニバス作品
- 潮噴き奥様・逆でりへる♪ （6月26日、イエローダック）
- 眠ったお姉さんにズボズボしたい （7月11日（レンタル）／8月7日（セル）、クリスタル映像）…オムニバス作品
- 加○あい激似! G県T市で見つけた美人水泳インストラクターをプールでAVデビューさせちゃいます!! （7月23日、ROCKET）
- 某雑誌で取り上げられた 沖縄流洗体エステ店盗撮 （8月1日、映天）…オムニバス作品
- 「ワザと胸を密着してくる歯科衛生士/整体師/看護師の誘惑治療で思わず勃起したらヤられた」 VOL.1 （8月6日、DANDY）…オムニバス作品
- 看護婦の献身介護につけ入り性欲の処理を懇願するデカチ○ポ患者たち （8月8日、光夜蝶）…オムニバス作品
- みらくるナンパ! 吉祥寺編 清楚な奥様がマジ淫乱!! （8月10日、ホットエンターテイメント）…オムニバス作品
- 熱中人妻の美味しい初アナル （8月15日、スターパラダイス）
- 現役女教師 モンスターペアレントに…（8月22日（レンタル）／9月18日（セル）、クリスタル映像）…オムニバス作品
- ヒトヅマ ドット 乱交 Mrs.Swapping（9月2日、チーム川崎）…
- 裏風俗盗撮 女子校生がバイトするピンサロ店（9月4日、映天）…オムニバス作品
- 乳首オナニー（9月4日、オフィスケイズ）…オムニバス作品
- 快楽レズエステ 7（9月5日、アキノリ）…オムニバス作品
- 羞恥! 路上から丸見えSEX! 全国大会3位!本物バトントワラー 真白のぞみ （9月5日、サディスティックヴィレッジ）
- 加○あい激似! 美人水泳インストラクター 真白希実 精子ごっくん100連発 （9月5日、ROCKET）
- 美少女の足裏 15（9月5日、フリーダム）…オムニバス作品
- 近親エロビアン 禁断の義母と娘 2（9月11日、東京音光）
- 残酷博士（秘）性感解剖拷問 解剖被害者001号 28才化粧品販売員のぞみ（9月12日、ベイビーエンターテイメント）
- 噂のあのクスリを飲んだら、チ●ポがデッカくなって3連続で発射しちゃった僕（9月15日、NON）…オムニバス作品
- 巨尻なお姉さんに溜まったチ●ポ汁搾り採られちゃった! 3（9月15日、ジャネス）
- 元祖 素人初撮り生中出し 西●建設秘書室女子社員（9月15日、プラム）
- 旦那の趣味で犯されて（9月17日、マドンナ）
- おしゃぶり予備校 17（9月18日、映天）
- 吐息が触れ合う1cm。 みるみる勃起、ガマン汁が止まらない。お願いします…焦らさないで射精させてください。（9月19日、SODクリエイト）…オムニバス作品
- 日本国民 全裸の日 4（9月19日、アキノリ）
- 彼女いない歴30年の僕でも派遣の家庭教師を雇えば、女の子と自宅で二人きりになれた! Vol.3（9月19日、Hunter）…オムニバス作品
- 熟女の手を使わない尺八 Vol.3（9月19日、AROUND）…オムニバス作品
- 完全素人を1年間で48人中出しできるか挑戦! 履いてたパンツもついでにGET!! セフレ編 残り28人（9月21日、h.m.p）…オムニバス作品
- 美脚中出し婦人 其ノ四（9月25日、豊彦企画） ※「吉野真緒」名義
- 美人女教師スパルタ教育指導（10月5日、フリーダム）…オムニバス作品
- 女子アナに顔射! VOL.4（10月8日、ROCKET）…オムニバス作品
- 盗撮 本番しちゃったデリヘル娘 3（10月9日、映天）…オムニバス作品
- 患者の性欲処理をしてくれるナースは実在する vol.02（10月9日、映天）…オムニバス作品
- 手を使わないフェラチオ 3（10月9日、オフィスケイズ）…オムニバス作品
- 熟れた女のこすりつけオナニー 其の二（10月9日、オフィスケイズ）…オムニバス作品
- 絶対に勃起してしまう睾丸専門人妻闇式エステ 2（10月10日、ブリット）
- 私は痴女 人妻編 奥さん!そげんコトされたら （10月10日（レンタル）／11月6日（セル）、クリスタル映像）…オムニバス作品
- 義理の姉と妹 〜実弟に、嫁の「性教育」をお願いされて… （10月19日、エマニエル）…
- ち○ぽ磨き屋のお仕事（10月22日、SODクリエイト）…オムニバス作品
- 素人若妻ナンパ中出し EVOLUTION 4時間 6（10月23日、ケイ・エム・プロデュース）…オムニバス作品
- 派遣社員の裏業務 03（10月23日、レアル・ワークス）…オムニバス作品
- センズリを見たがる淫らな美熟女 vol.2（10月23日、虎堂）…オムニバス作品
- Men's コンビニエンス 1 《デリヘル:Carフェラ》（11月4日、チーム川崎）…オムニバス作品
- 真性女王様と痴女×M男（11月5日、未来・フューチャー）
- 芸能人S似の美人妻と真性生中出し温泉旅行（11月5日、SODクリエイト）
- 欲求不満の若妻が［時間を止められる］魔法のキッチンタイマーを手に入れたら…（11月5日、Hunter）…オムニバス作品
- 加○あい激似! 美人水泳インストラクター 真白希実 口、マ○コ、アナル3穴真性中出し（11月5日、ROCKET）
- マン汁の香りがたっぷりついたパンティーをチ●ポに巻きつけられて勃起しちゃった僕。（11月5日、フリーダム）…オムニバス作品
- 盗撮 人妻ビデオボックスオナニー（11月6日、映天）…オムニバス作品
- 「えっ!?本当ですかぁ?」と驚く不妊治療患者の精子採集をお手伝いするナース（11月6日、映天）…オムニバス作品
- 完全主観 人生最大のモテ期がやってきた!（11月19日、アキノリ）
- イキ顔我慢!! 世界の名画にエロイ悪戯しちゃった（11月19日、AROUND）
- 洗髪（11月19日、稀有）…オムニバス作品
- 真白希実ちゃんと桜みちるちゃんにドッキリを仕掛けて動揺させて潮!失禁!大洪水アクメ! （11月19日、エマニエル）
- 本当にイッてる指オナニー 5（11月20日、オフィスケイズ）…オムニバス作品
- 女教師 肛門責め（12月5日、フリーダム）…オムニバス作品
- 女子社員の蒸れたストッキングとパンプスでパワハラされた僕。（12月5日、フリーダム）
- 肛虐! 女殺アナル地獄 弐の章（12月5日、サディスティックヴィレッジ）
- 美熟女シリーズ 第7弾 溜池ゴローを愛した女 私、女として本当の悦びを知りました。（12月8日、光夜蝶）
- 素人初撮りOL 制服×美脚×中出し 1（12月11日、KIプランニング） ※「山下真奈」名義
- 彼氏がいるのに視線を合わせて来る女は2人きりになった瞬間2秒で燃えあがる 3 （12月19日、ナチュラルハイ）…オムニバス作品
- 熟女教師の指オナ vol.2（12月19日、AROUND）…オムニバス作品
- 真 美熟女エロス 4（12月22日、アルファーインターナショナル）

- Blue Film（1月1日、AV難民）
- 美人女教師金蹴り指導 2（1月5日、フリーダム）
- 監禁陵辱 2（1月7日、サディスティックヴィレッジ）
- 禁断の扉（1月8日、アウダースジャパン）
- DOKIレズ 41（1月8日、アウダースジャパン）…オムニバス作品
- 眼鏡インテリエロ熟女 2（1月15日、ドリームステージエンタテインメント）
- 彼女の親友とこっそりヤっちゃった僕 2（1月21日、アキノリ）…オムニバス作品
- 無類の鼻フェチ（1月21日、稀有）…オムニバス作品
- 貴方を見つめて語りかける官能小説オナニー 妄想朗読 ミセス バーチャオナ 2（1月22日、映天）
- 未亡人 柔肌の悶え 26（1月23日（レンタル）／2月19日（セル）、クリスタル映像）…オムニバス作品
- 投稿実話 妻が寝取られた（1月25日、ながえスタイル）…オムニバス作品
- 世界で一番卑猥な接吻 4（1月25日、ながえスタイル）…オムニバス作品
- 美熟女アナル 6（1月29日、アルファーインターナショナル）
- 8年後の教え子調教 若妻牝犬浣腸（2月1日、シネマジック）
- 早漏お悩みカウンセリング（2月4日、アキノリ）…オムニバス作品
- 究極の妄想発明シリーズ特別版 時間が止まる腕時計 激似!スペシャル 〜加○あい、釈○美子、広○涼子超激似3人娘をまとめてストップ!ハレンチ天国〜（2月4日、ROCKET）…
- 生徒の罠に堕ちた女教師（2月13日、溜池ゴロー）
- 半裸浪漫（2月25日、ながえスタイル）…オムニバス作品
- やりたい! 口説けなかった女たち （2月25日、ながえスタイル）…オムニバス作品
- 不倫OL肛虐ザンゲ（3月1日、シネマジック）
- 極 マシンバイブ 拷問! 贄七 アナルWマシンバイブ（3月4日、サディスティックヴィレッジ）
- しつけてください 若妻・奴隷志願 希実 28歳（3月5日、ドリームチケット）
- 隣の人妻（3月13日、溜池ゴロー）
- レズ奴隷 vol.1 性愛支配・晒された人気アナウンサーの素顔（3月18日、ディープス）
- 狂おしき接吻と情交 新妻と義父（3月18日、ヒビノ）
- 衝撃! 男の頭までスッポリ入るメガアナル 加○あい激似! 真白希実のアナルスカルファック （3月18日、ROCKET）
- 夫の上司に寝取られて（3月19日、Nadeshiko）
- 二輪車専用美熟女 美尻限定 公衆便所ソープへようこそ（3月19日、映天）
- スーツの女神（3月19日、ミル）
- 幻母 美しき未亡人の肉体（3月19日、ヴィーナス、VENUS、VENU-049）
- 密室レイプ／顔見知り犯行 2（3月25日、ながえスタイル）…オムニバス作品
- オフィスでいじめて・・・ 取引先の女（3月25日、ながえスタイル）
- 痴男3人痴女2人に責められまくられ潮吹き射精ニューハーフ（3月25日、トランスクラブ）
- M婦人不倫調教 22（4月1日、中嶋興業）
- 女教師のお漏らし（4月2日、虎堂）…オムニバス作品
- 周りに気づかれても別れたくない思いでしゃぶりまくる土下座女（4月6日、ナチュラルハイ）…オムニバス作品
- アナル中出し二穴ファック（4月13日、マルクス兄弟）
- デキる女は尿道&亀頭責め手コキ（4月13日、マルクス兄弟）…オムニバス作品
- 本気レズ ストーリー 2（4月16日、LADIES♀ROOM）…オムニバス作品
- ミセスW 美尻アナル（4月16日、映天）…
- 夫に言えない秘密のアルバイト のぞみ 27歳（4月16日、S級素人） ※「のぞみ」名義
- S級 人妻ナンパ 中出し 10人4時間 5（4月19日、グラフィティジャパン）…オムニバス作品
- 世界で一番デカいマンコを持つ女（4月19日、ROOKIE）
- 麗しの美人OL 4時間 PREMIERE（4月23日、BAZOOKA）…オムニバス作品
- 若妻羞恥アナル治療（4月25日、マドンナ）
- 美脚黒パンストの足コキ発射（5月1日、ワンズファクトリー）…オムニバス作品
- フェラ語 VOLUME.01（5月1日、オフィスケイズ）…オムニバス作品
- すけべぇ義父の嫁いぢり 34 美人嫁にセクハラ三昧! 還暦親父編（5月14日、東京音光）
- 団地妻生中出し 16（5月21日、TMA）…オムニバス作品
- つぼみとのぞみ可憐美少女作品集（8月5日、サディスティックヴィレッジ）
- ドリーム学園13 （9月1日、MOODYZ）

## 出演

### ウェブドラマ
- 全裸監督（2019年8月全話配信、Netflix）3話

### ウェブバラエティ
- カンニング竹山の土曜The NIGHT (2021年11月28日、ABEMA）

### 映画
- リップヴァンウィンクルの花嫁